# Ghiacciaio Targovishte

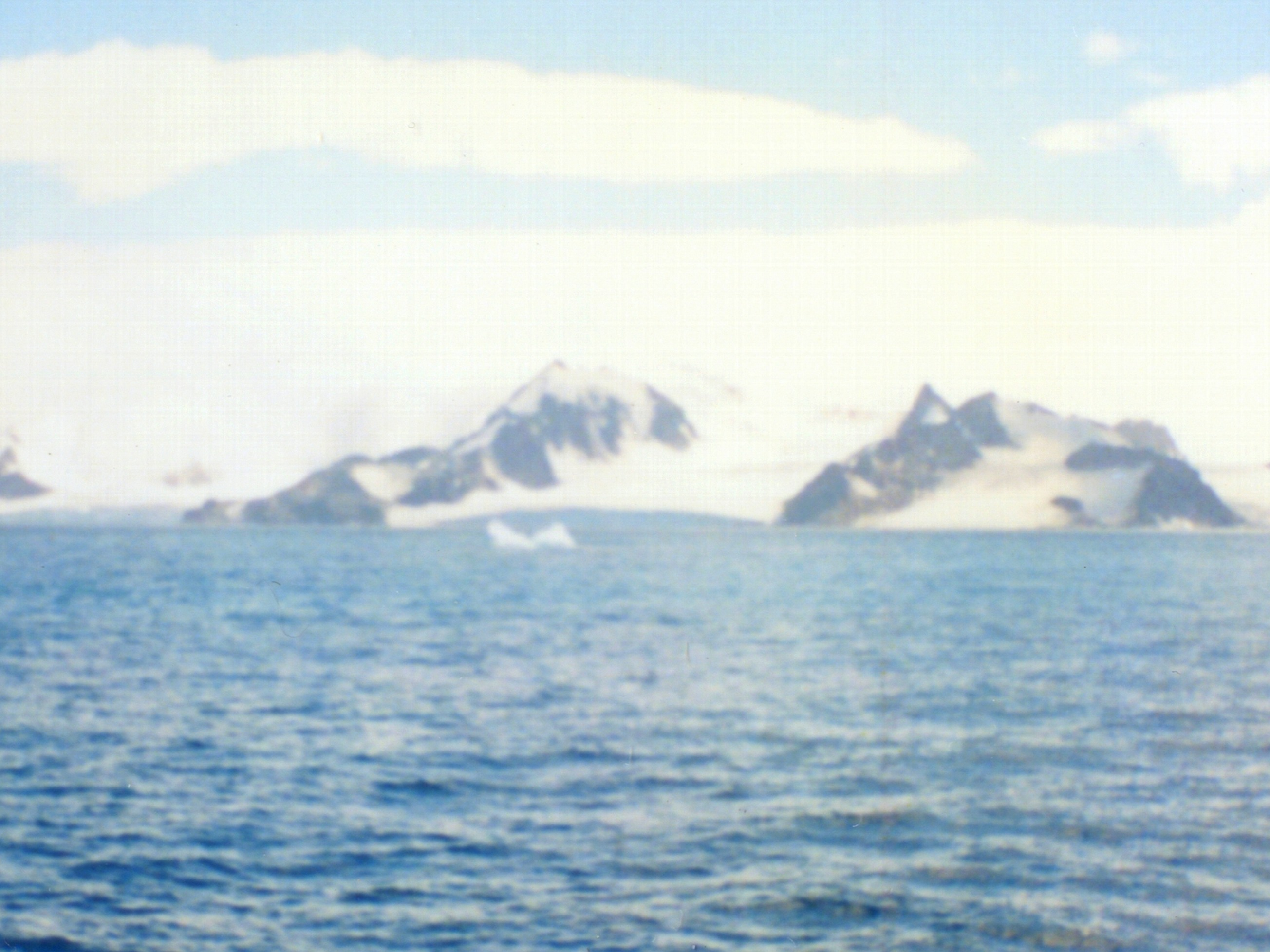
Il ghiacciaio Targovishte visto dallo stretto di Bransfield.

Il ghiacciaio Targovishte è un ghiacciaio lungo circa 1,6 km e largo circa 1, situato sull'isola Greenwich, nelle isole Shetland Meridionali, un arcipelago antartico situato poco a nord della Penisola Antartica. Il ghiacciaio si trova in particolare sulla costa orientale dell'isola, dove fluisce verso sud a partire dal versante meridionale delle cime Breznik, scorrendo tra la cresta Viskyar, a ovest, e i picchi Vratsa e Ziezi, a est, fino a entrare nello stretto di Bransfield.

## Storia
In seguito alla spedizione Tangra 2004/05, il ghiacciaio Targovishte è stato così battezzato nel 2005 dalla commissione bulgara per i toponimi antartici in onore della città di Tărgovište, situata nella Bulgaria nordorientale.